# Аргентина на зимових Олімпійських іграх 1984
Аргентина на зимових Олімпійських іграх 1984 року, які проходили в югославському Сараєво, була представлена 18 спортсменами (13 чоловіками та 5 жінками) у трьох видах спорту: гірськолижний спорт, біатлон та лижні перегони. Прапороносцем на церемонії відкриття Олімпійських ігор була гірськолижниця Тереза Бустаманте.
Аргентина вдев'яте взяла участь у зимовій Олімпіаді. Аргентинські спортсмени не здобули жодної медалі.

## Біатлон
| Дисципліна      | Спортсмен       | Промахи | Час     | Місце |
| --------------- | --------------- | ------- | ------- | ----- |
| 10 км, чоловіки | Віктор Фігероа  | 5       | 41:04.2 | 61    |
| 10 км, чоловіки | Луїс Ріос       | 4       | 40:36.5 | 60    |
| 10 км, чоловіки | Оскар ді Ловера | 3       | 40:25.7 | 59    |

| Дисципліна | Спортсмен      | Час       | Пенальті | Підсумковий час | Місце |
| ---------- | -------------- | --------- | -------- | --------------- | ----- |
| 20 км      | Луїс Ріос      | 1'32:17.9 | 10       | 1'42:17.9       | 58    |
| 20 км      | Віктор Фігероа | 1'27:02.3 | 7        | 1'34:02.3       | 55    |

## Гірськолижний спорт
| Спосртсмен              | Дисципліна                   | Спуск 1 | Спуск 1 | Спуск 2 | Спуск 2 | Разом   | Разом |
| Спосртсмен              | Дисципліна                   | Час     | Місце   | Час     | Місце   | Час     | Місце |
| ----------------------- | ---------------------------- | ------- | ------- | ------- | ------- | ------- | ----- |
| Америко Астете          | швидкісний спуск, чоловіки   |         |         |         |         | 2:01.60 | 54    |
| Енріке де Ріддер        | швидкісний спуск, чоловіки   |         |         |         |         | 1:59.76 | 52    |
| Ніколас ван Дітмар      | швидкісний спуск, чоловіки   |         |         |         |         | 1:58.86 | 49    |
| Хорхе Біркнер           | швидкісний спуск, чоловіки   |         |         |         |         | 1:54.92 | 45    |
| Ніколас ван Дітмар      | гігантський слалом, чоловіки | DNF     | –       | –       | –       | DNF     | –     |
| Енріке де Ріддер        | гігантський слалом, чоловіки | 1:38.49 | 53      | 1:41.33 | 53      | 3:19.82 | 52    |
| Хорхе Біркнер           | гігантський слалом, чоловіки | 1:33.82 | 48      | 1:34.18 | 45      | 3:08.00 | 46    |
| Фернандо Еневольдсен    | гігантський слалом, чоловіки | 1:33.82 | 48      | 1:34.45 | 46      | 3:08.27 | 47    |
| Фернандо Еневольдсен    | слалом, чоловіки             | DSQ     | –       | –       | –       | DSQ     | –     |
| Америко Астете          | слалом, чоловіки             | 1:04.90 | 42      | DNF     | –       | DNF     | –     |
| Ніколас ван Дітмар      | слалом, чоловіки             | 1:02.30 | 39      | 58.18   | 24      | 2:00.48 | 24    |
| Хорхе Біркнер           | слалом, чоловіки             | 1:00.85 | 37      | 55.70   | 19      | 1:56.55 | 22    |
| Тереза Бустаманте       | швидкісний спуск, жінки      |         |         |         |         | 1:21.62 | 30    |
| Геральдіна Боббіо       | гігантський слалом, жінки    | 1:21.90 | 48      | 1:25.61 | 41      | 2:47.51 | 41    |
| Габріела Ангаут         | гігантський слалом, жінки    | 1:19.63 | 47      | 1:23.53 | 40      | 2:43.16 | 40    |
| Магдалена Біркнер       | гігантський слалом, жінки    | 1:17.64 | 46      | 1:22.06 | 39      | 2:39.70 | 39    |
| Тереза Бустаманте       | гігантський слалом, жінки    | 1:15.33 | 44      | 1:18.86 | 36      | 2:34.19 | 36    |
| Габріела Ангаут         | слалом, жінки                | DSQ     | –       | –       | –       | DSQ     | –     |
| Магдалена Сайнт Антонін | слалом, жінки                | DNF     | –       | –       | –       | DNF     | –     |
| Тереза Бустаманте       | слалом, жінки                | DNF     | –       | –       | –       | DNF     | –     |
| Магдалена Біркнер       | слалом, жінки                | 56.36   | 23      | 58.39   | 18      | 1:54.75 | 18    |

## Лижні перегони
| Дисципліна                    | Спортсмен                                                         | Дистанція | Дистанція |
| Дисципліна                    | Спортсмен                                                         | Час       | Місце     |
| ----------------------------- | ----------------------------------------------------------------- | --------- | --------- |
| 15 км (чоловіки)              | Мартін Персон                                                     | 54:50.0   | 76        |
| 15 км (чоловіки)              | Рікардо Ольєр                                                     | 54:34.6   | 75        |
| 15 км (чоловіки)              | Хуліо Мореші                                                      | 52:19.1   | 73        |
| 15 км (чоловіки)              | Норберто фон Бауманн                                              | 52:08.9   | 72        |
| 30 км (чоловіки)              | Алехандро Баратта                                                 | 2'09:33.1 | 68        |
| 30 км (чоловіки)              | Рікардо Ольєр                                                     | 2'02:00.4 | 67        |
| 50 км (чоловіки)              | Рікардо Ольєр                                                     | 3'05:41.2 | 50        |
| естафета 4 × 10 км (чоловіки) | Хуліо Мореші Норберто фон Бауманн Рікардо Ольєр Алехандро Баратта | 2'27:07.1 | 16        |